# ヘアピン・レース
ヘアピンレースは何本かの糸を撚り合せ、透かし模様にするレースの一種。
Uの字のヘアピン状の器具にレース糸を渡して編んだ事からこの名がついた。専用の道具とかぎ針で、両端に大きなループのついた細編みのブレードを作り、これをつないでレース地を作る。
比較的大きなものが出来上がるため、レースの土台になる事が多い。ブレードから更にかぎ針や毛糸針で繋げ、丸いモチーフや筒状にもできるし、ヘアピンレースだとわからないようなものまで作る事が可能。
基本的に針金をU字に曲げたものでも出来るが、初心者でもきれいにできるヘアピンレース用の道具も市販されている。